# جون هاوسمان
جون هاوسمان (بالإنجليزية: John Houseman) (و. 1902 – 1988 م) هو منتج أفلام، وممثل، ومخرج سينمائي، وكاتب سيناريو، ومعلم موسيقى، وبروفيسور (أستاذ جامعي)، وممثل مسرحي، وممثل أفلام من المملكة المتحدة ولد في بوخارست.

## جوائز
حصل على جوائز منها جائزة الأوسكار لأفضل ممثل مساعد.

## روابط خارجية
- جون هاوسمان على موقع IMDb (الإنجليزية)
- جون هاوسمان على موقع الموسوعة البريطانية (الإنجليزية)
- جون هاوسمان على موقع ألو سيني (الفرنسية)
- جون هاوسمان على موقع ميوزك برينز (الإنجليزية)
- جون هاوسمان على موقع تيرنر كلاسيك موفيز (الإنجليزية)
- جون هاوسمان على موقع أول موفي (الإنجليزية)
- جون هاوسمان على موقع قاعدة بيانات برودواي على الإنترنت (الإنجليزية)
- جون هاوسمان على موقع قاعدة بيانات الأفلام السويدية (السويدية)
- جون هاوسمان على موقع إن إن دي بي (الإنجليزية)
- جون هاوسمان على موقع ديسكوغز (الإنجليزية)